# Alberto Bisin
Alberto Bisin (Milano, 18 dicembre 1962) è un economista italiano, professore di economia presso la New York University ed editorialista del quotidiano la Repubblica e del blog noiseFromAmeriKa.

## Carriera accademica
Nato a Milano, Bisin si è laureato presso l'Università Bocconi nel 1987 sotto la supervisione del professor Mario Monti.  Dopo il servizio militare, intraprende studi di Economia presso la University of Chicago, dove riceve un Master nel 1990 e un Ph.D. nel 1993 sotto la supervisione di José Scheinkman e Gary Becker.
Nel 1993 partecipa al Review of Economic Studies Tour e vince una delle prime Human Capital and Development Fellowship della Unione Europea, che utilizza per un anno di ricerca all'École d'économie de Paris, allora centro di ricerca economica della École Normale Supérieure di Parigi.
Tra il 1993 e il 1996 è Assistant Professor presso il Massachusetts Institute of Technology (MIT) di Boston. Nel 1996 si trasferisce alla New York University, dove è ora Full Professor.

## Posizioni
È Fellow della Econometric Society. È membro di vari istituti di ricerca come l'NBER di Boston,  il CESS di NYU,  il CIREQ dell'Università di Montreal, e l'IZA di Bonn.  Svolge attività di Associate Editor presso varie riviste accademiche internazionali, tra cui Journal of Economic Theory e Economic Theory. È membro dell'Advisory Board dell'Institut d'Etudes Avancées della University of Cergy-Pontoise di Parigi e del Comitato Scientifico dell'Helix Center di New York.
È stato editorialista per i temi economici presso il quotidiano torinese La Stampa, e scrive attualmente per il quotidiano La Repubblica. È uno dei fondatori e redattori del blog NoiseFromAmeriKa.

## Opere
- Handbook of Social Economics (vol. I e II), Ed. (con Jess Benhabib, and Matt Jackson), Elsevier 2010.
- Immigration and cultural integration in Europe, Ed. (con Yann Algan, and Thierry Verdier), CEPR, Oxford University Press, 2012.
- Tremonti, Istruzioni per il disuso (con Michele Boldrin, Sandro Brusco, Andrea Moro e Giulio Zanella), Napoli, L'Ancora del Mediterraneo, 2010. ISBN 978-88-8325-263-1
- Favole&Numeri, L'economia nel paese di poeti, santi e navigatori, Egea - Università Bocconi, 2013